# Primeira Divisão 1964-65
La Primeira Divisão 1964/65 fue la 31.ª edición de la máxima categoría de fútbol en Portugal. Benfica ganó su 14° título. El goleador fue otra vez Eusébio del Benfica con 28 goles, al igual que la pasada temporada.

## Tabla de posiciones
| Pos | Equipo               | PJ | PG | PE | PP | GF | GC | Dif. | Pts |                               |
| --- | -------------------- | -- | -- | -- | -- | -- | -- | ---- | --- | ----------------------------- |
| 1   | Benfica              | 26 | 19 | 5  | 2  | 88 | 21 | +67  | 43  | Copa de Campeones de Europa   |
| 2   | Porto                | 26 | 17 | 3  | 6  | 47 | 27 | +20  | 37  | Copa de Ferias                |
| 3   | GD CUF               | 26 | 15 | 5  | 6  | 49 | 29 | +20  | 35  | Copa de Ferias                |
| 4   | Académica de Coimbra | 26 | 16 | 2  | 8  | 58 | 40 | +18  | 34  |                               |
| 5   | Sporting CP          | 26 | 12 | 8  | 6  | 39 | 35 | +4   | 32  | Copa de Ferias                |
| 6   | Vitória de Setúbal   | 26 | 15 | 2  | 9  | 61 | 30 | +31  | 32  | Recopa de Europa              |
| 7   | Vitória de Guimarães | 26 | 12 | 5  | 9  | 44 | 36 | +8   | 29  |                               |
| 8   | Belenenses           | 26 | 12 | 2  | 12 | 39 | 40 | -1   | 26  |                               |
| 9   | Leixões              | 26 | 8  | 5  | 13 | 50 | 51 | -1   | 21  |                               |
| 10  | Braga                | 26 | 8  | 4  | 14 | 36 | 51 | -15  | 20  |                               |
| 11  | Varzim               | 26 | 8  | 4  | 14 | 39 | 55 | -16  | 20  |                               |
| 12  | Lusitano de Évora    | 26 | 9  | 2  | 15 | 30 | 51 | -21  | 20  |                               |
| 13  | Seixal               | 26 | 3  | 2  | 21 | 16 | 84 | -68  | 8   | Descenso a la Segunda Divisão |
| 14  | Torreense            | 26 | 3  | 1  | 22 | 18 | 64 | -46  | 7   | Descenso a la Segunda Divisão |

|                               |
| Campeón SL Benfica 14° título |